# Iwankiwci (rejon winnicki)
Iwankiwci (ukr. Іванківці) – wieś na Ukrainie, w obwodzie winnickim, w rejonie winnickim, w hromadzie Tywriw. Liczy 410 mieszkańców.